# Simplex Nthala
Simplex Nthala (Blantyre, 24 febbraio 1988) è un ex calciatore malawiano, portiere.